# Aktiverat kol (läkemedel)
Aktiverat kol, även känt som aktivt kol, är ett läkemedel som används vid förgiftningar som orsakats av substanser som inmundigats. För att ha effekt måste kolet ges inom kort tid från att förgiftningen ägt rum, typiskt sett inom en timma. Aktivt kol fungerar inte som behandling mot förgiftning orsakad av cyanid, frätande medel, järn, litium, alkohol, eller malation. Det kan tas genom munnen eller direkt i magsäcken med en så kallad ventrikelsond. Andra användningsområden för aktiv kol är inuti hemoperfusionsmaskiner.
Vanliga biverkningar är kräkning, svart avföring, diarré och förstoppning. Allvarliga biverkning i form av lunginflammation kan uppstå om läkemedlet aspireras till lungorna. Användning av aktiverat kol under graviditet och vid amning är säker. Aktivt kol fungerar genom att absorbera och binda till sig toxiner.
Kol har använts sedan urminnes tider mot förgiftning, och aktiverat kol har använts sedan 1900-talet. Läkemedlet listas i Världshälsoorganisationens lista över nödvändiga läkemedel, som innehåller viktigaste läkemedlen som krävs för att driva ett grundläggande hälso- och sjukvårdssystem.